# Friedrich Gotthelf Gotter
Friedrich Gotthelf Gotter (* 17. Januar 1682 in Altenburg; † 21. Mai 1746 in Eisenberg) war ein deutscher evangelisch-lutherischer Theologe und Pädagoge.

## Leben
Friedrich Gotthelf Gotter war ein Sohn des Juristen Friedrich Gotter (1642–1695), der auch als Bürgermeister von Altenburg fungierte. Gotter selbst besuchte die Schule in Altenburg und studierte anschließend ab 1700 Theologie an den Universitäten in Wittenberg und Jena. Er erlangte 1704 die Magisterwürde und wurde 1709 Adjunkt an der philosophischen Fakultät der Universität Jena. Nach seiner 1712 erfolgten Berufung zum Rektor des Lyzeums von Eisenberg bekleidete er diese Stelle erfolgreich viele Jahre und wurde 1737 zum Oberpfarrer und Superintendenten ernannt. 1742 erhielt er Joseph Christoph Werner als Substituten. Am 21. Mai 1746 starb er im Alter von 64 Jahren in Eisenberg.

## Werke (Auswahl)
- Dissertatio historica de Henochia urbe prima, 1705
- Elogia clarorum virorum qui Altenburgum nostra patrumque memoria tum scriptis tum egregiis mertis illustrarunt accedunt epistolae, Jena 1713
- Exercitationes styli oratorii, Leipzig 1722
- Vitae illustrium et clarorum virorum, qui ducatum Altenburgensem tum meritis ..., 1727
- Kurze, doch zuverlässige Nachricht von dem vor der Reformation Lutheri zu Eisenberg gestandenen berühmten Nonnenkloster, Eisenberg 1730
- Commentarius de vita et rebus gestis Friderici II. Ducis Saxo-Gothani, Eisenberg 1732
- Miraculi Christi ab objectionibus Woolstonii vindicata, Eisenberg 1733